# カムバック・トゥ・ハリウッド!!
『カムバック・トゥ・ハリウッド!!』（原題: The Comeback Trail）は、2020年のアメリカ合衆国のクライムコメディ映画。監督はジョージ・ギャロ、出演はロバート・デ・ニーロ、トミー・リー・ジョーンズ、モーガン・フリーマンなど。ハリー・ハーウィッツ監督による1982年の映画『The Comeback Trail』のリメイク作品で、借金苦にあるB級映画のプロデューサーが主演俳優を事故死させて保険金を得ようと画策する姿を描いている。2020年にモンテカルロ・コメディ映画祭で特別上映され、本国アメリカ合衆国では2022年に劇場公開された。

## ストーリー
B級映画プロデューサーのマックスは、映画好きのギャングのレジーから資金を調達して新作映画『尼さんは殺し屋』を製作するが教会関係者の批判を浴びて大コケしてしまう。レジーから「金を返さなければ殺す」と脅されたマックスは、プロデューサーとして成功していた弟子ジェームズから金を借りようとするが、彼からマックスが「オスカー間違いなし」と太鼓判を押す脚本『パラダイス』の権利を譲るように求められる。マックスは役柄に合わない俳優フランクを起用しようとするジェームズの提案を拒否するが、甥ウォルターに説得されて脚本の譲渡を約束する。ジェームズはマックスとウォルターをフランク主演映画の撮影現場に招待するが、ウォルターの不注意でフランクが事故死したため撮影が無期延期となる。ジェームズが撮影中の事故を理由に多額の保険金を受け取ったことを知ったマックスは、『パラダイス』の譲渡契約書への署名を拒否し、借金返済のために俳優を撮影中の事故に見せかけて殺害して保険金を手に入れようと画策し、レジーを説得して新作映画の資金を手に入れる。
マックスは事情を知らないウォルターと共に、老人ホームに入居していた落ちぶれ西部劇スター・デュークを主演俳優に担ぎ出し、新人のメーガンを監督に迎えて新作映画『西部の老銃士』の撮影を開始する。彼はデュークに危険なスタントをやらせて事故死させようとするが、悪運の強いデュークは事故死を免れて順調に撮影は進んでいく。レジーから「事故死の報告」を催促されたマックスは、デュークの控室になっているキャンピングカーでガス爆発を起こそうとする。しかし、ウォルターから撮影途中の映像を見せられたマックスは出来栄えに感激して翻意し、デュークを助けようとして自分だけ爆発に巻き込まれてしまう。意識を取り戻したマックスは事情を知ったウォルターと言い争いになるが、映画を完成させることで考えが一致し、デュークを守るために撮影現場に戻る。撮影現場には痺れを切らせたレジーが現れ、デュークを殺害しようとしていた。マックスはデュークを連れて逃げ出すが、レジーに追い詰められてしまう。レジーはデュークを殺そうとするが、往年のスター俳優を殺すことを躊躇ってしまい、そこにウォルターが駆け付けて、これまでに撮影した映像を彼に見せる。映像の出来栄えに満足したレジーはデューク殺害を中止し、マックスは映画を完成させる。公開された『西部の老銃士』は大ヒットを記録し、マックスはウォルターやジェームズ、レジーと共に念願だった『パラダイス』の製作を決意する。

## キャスト
※括弧内は日本語吹替

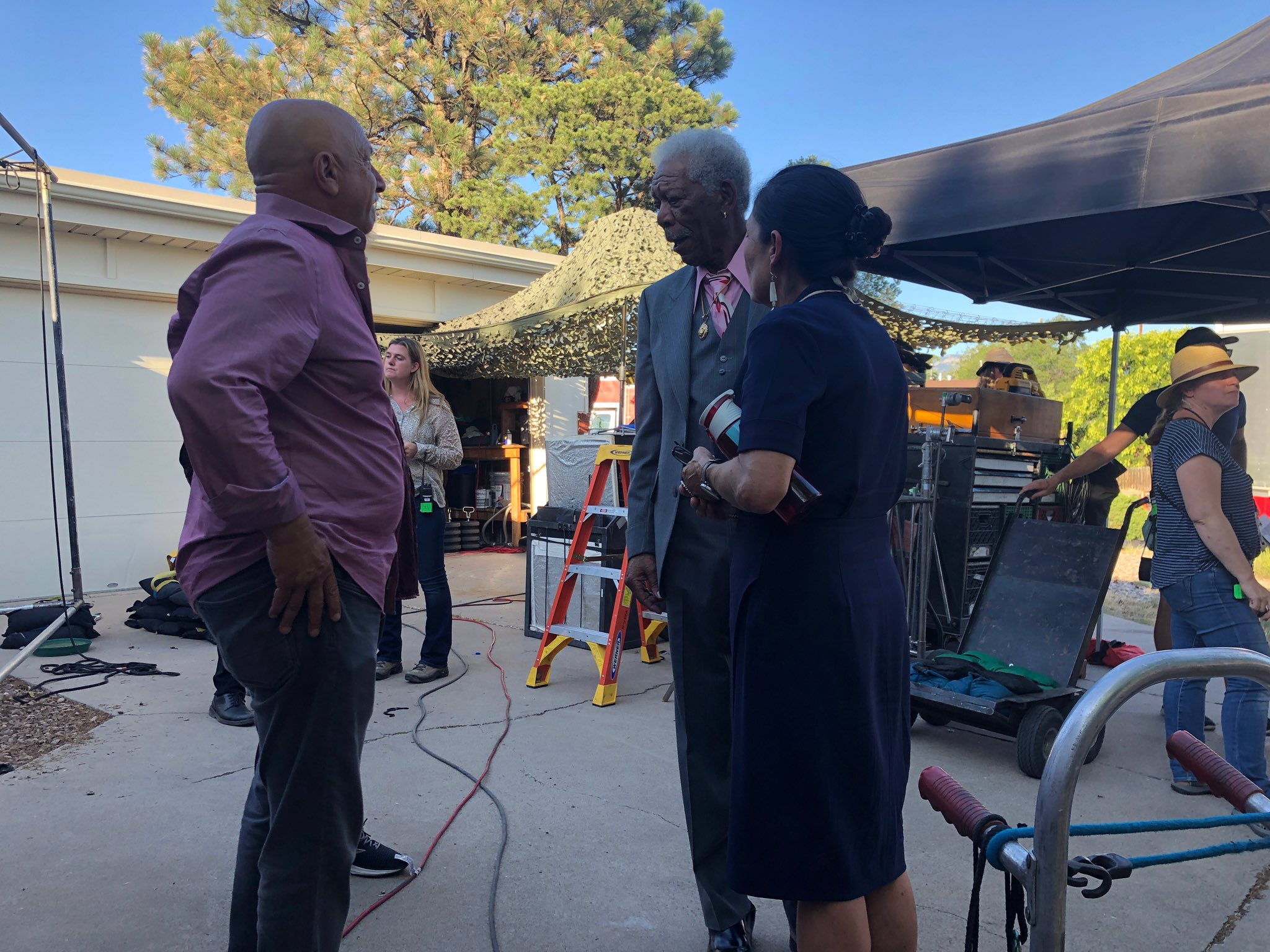
撮影現場でのモーガン・フリーマン

- マックス・バーバー - ロバート・デ・ニーロ（関輝雄）
- デューク・モンタナ - トミー・リー・ジョーンズ（菅生隆之）
- レジー・フォンテイン - モーガン・フリーマン（堀内賢雄）
- ウォルター・クレイソン - ザック・ブラフ（三上哲）
- デヴィン・ウィルトン - エディ・グリフィン
- ジェームズ・ムーア - エミール・ハーシュ（裕樹）
- メーガン・アルバート - ケイト・カッツマン
- ボリス - ブレメル・デシュタニ（英語版）
- ベス・ジョーンズ - シェリル・リー・ラルフ
- シスター・メアリー - レスリー・ストラットン
- 若年期のレジー - カイロン・ボナー
- ギャングのボス - ニック・ヴァレロンガ

## 製作
2019年5月に製作が発表され、ロバート・デ・ニーロ、トミー・リー・ジョーンズ、モーガン・フリーマンの出演とジョージ・ギャロが監督を務めることが明かされた。同月にはザック・ブラフとエディ・グリフィンの出演が発表され、6月にはエミール・ハーシュの出演が決まった。同月上旬から7月にかけて、ニューメキシコ州で撮影が行われた。

## 公開
2020年10月9日に第19回モンテカルロ・コメディ映画祭でプレミア上映された。アメリカ合衆国では同年11月13日に公開される予定だったが、新型コロナウイルス感染症の流行に伴い、公開時期が2021年に延期され、最終的に2022年に公開された。

## 評価
Rotten Tomatoesには21件の批評が寄せられ、支持率33%、平均評価5.5/10となっている。